# Pássaro Vermelho

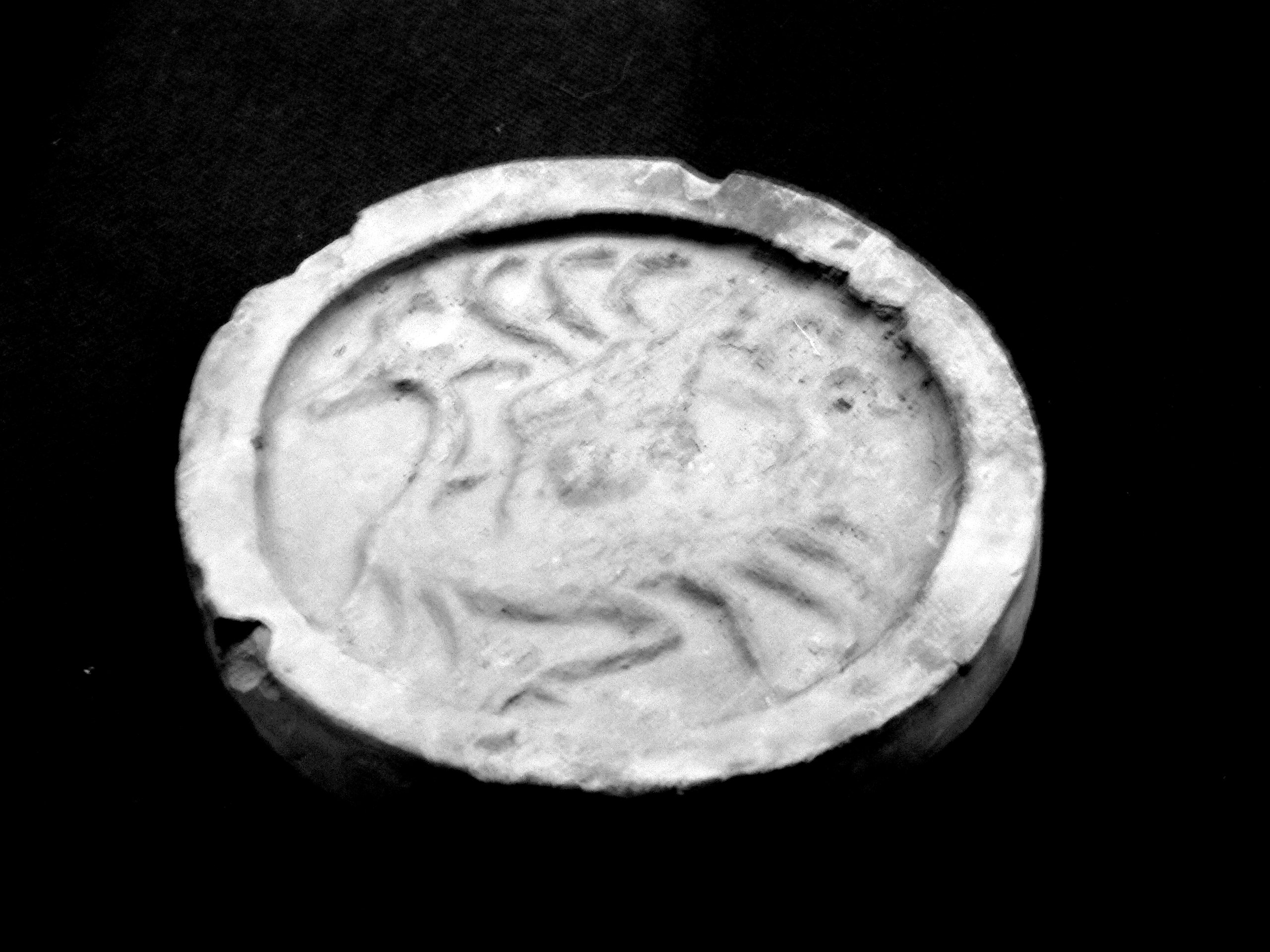
Escultura de Zhū Què em peça de beiral

Pássaro Vermelho (chinês:  朱雀; pinyin: Zhū Què) é um dos quatro símbolos das constelações chinesas.. Segundo Wu Xing, sistema taoísta de cinco elementos, Zhū Què representa o elemento fogo, a direção sul e a estação do verão. Por isso, às vezes é chamado de Pássaro Vermelho do Sul (南方朱雀, Nán Fāng Zhū Què). É conhecido como Suzaku em japonês, Jujak em coreano e Chu Tước em vietnamita. É descrito como um pássaro vermelho que se assemelha a um faisão, com uma plumagem de cinco cores e sempre envolto em chamas. É representado pelo Santuário Jonangu, na parte sul de Kyoto.
Possui sete Mansões: Poço, Fantasma, Salgueiro, Estrela, Rede estendida, Asas e Carruagem.